# Josef Uridil
Josef Uridil detto Pepi (Vienna, 24 dicembre 1895 – Vienna, 20 maggio 1962) è stato un allenatore di calcio e calciatore austriaco, di ruolo attaccante.
Di origine cecoslovacca, è considerato uno dei più grandi calciatori austriaci di sempre.

## Carriera

### Giocatore
Uridil giocò in numerose formazioni di quartiere prima di vestire la maglia del Rapid Vienna, cui legò la gran parte della carriera da calciatore. Precettato per il fronte il 9 gennaio 1915, servì come soldato semplice nell'esercito austriaco sino alla primavera del 1918. L'esordio nel Rapid avvenne nel 1918. Nel periodo dal 1918 al 1925 giocò ben 101 partite di campionato e 11 di coppa, mettendo a segno ben 122 reti nella prima e 40 nella seconda competizione, primati tuttora imbattuti. Dopo una stagione con la maglia del First Vienna, nella stagione 1926-1927 giocò ancora 5 partite in campionato col Rapid, segnando esattamente 5 reti. Divenuto allenatore del Ripensia in Romania, ritornò fugacemente sui campi di gioco.
Fu una delle prime "stelle" di questo sport, uno dei primi calciatori in assoluto ad associare la propria immagine a prodotti commerciali, tra cui una birra, Doppel-Malz Uridil-Bier e un liquore che portava il suo nome e che era venduto in bottiglie a forma di pallone da calcio. Recitò come attore protagonista nel film Pflicht und Ehre del 1924 ed il compositore Hermann Leopoldi gli dedicò, nel 1922, l'opera Heute spielt der Uridil (Oggi gioca Uridil), sulla musica del foxtrot.

### Allenatore
Cominciò la carriera di allenatore in Romania, nel Ripensia Timişoara, per poi passare ad allenare il Bari nella sua prima stagione di Serie B (1929-1930), con cui giunse al 9º posto a fine campionato (esattamente a metà classifica). Fu nominato dalla Federazione calcistica della Romania commissario tecnico della Nazionale per la Coppa del Mondo in Italia. In quest'occasione la nazionale ottenne una discreta figura, perdendo negli ottavi di finale solo per 2-1 davanti ai futuri vice-campioni della Cecoslovacchia, dopo essere passati in vantaggio.
Uridil allenò quindi in patria, con l'Helfort e in Jugoslavia il Beogradski SK, prima di trasferirsi in Svizzera dove guidò Bienna e Lucerna. Durante la seconda guerra mondiale fu in Germania con Schwarz-Weiß Essen ed Altenbögge, in particolare guidò fino al 1953 i bianco-neri di Essen nel massimo campionato tedesco. Tornato in patria nel 1953-1954 guidò la sua vecchia squadra, il Rapid Vienna, alla conquista del titolo nazionale. Fece nuovamente ritorno in Germania per allenare lo Jahn Regensburg fino al 1957, anno in cui si ritirò definitivamente.

## Riconoscimenti postumi
Uridil era amatissimo dai tifosi bianco-verdi, che nel 1999 lo inserirono nella squadra del secolo del Rapid Vienna e lo elessero Rapidler des Jahrhunderts, come 6º miglior giocatore dei primi 100 anni di storia del club.

## Palmarès

### Giocatore

#### Club
- Campionato austriaco: 5

Rapid Vienna: 1915-1916, 1918-1919, 1919-1920, 1920-1921, 1922-1923
- Coppa d'Austria: 2

Rapid Vienna: 1918-1919, 1919-1920

#### Individuale
- Capocannoniere del campionato austriaco: 3

1918-1919, 1919-1920, 1920-1921

### Allenatore
- Campionato austriaco: 1

Rapid Vienna: 1953-1954